# Нейропептиди

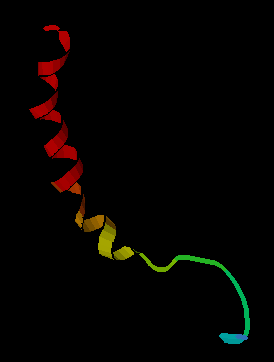
Нейропептид Y

Нейропептиди — невеликі білкові молекули (що складаються з 30-100 амінокислотних залишків) центральних і периферичних нейронів. У більшості випадків, вони містяться в нейронах разом з низькомолекулярними нейротрансміттерами. На субклітинному рівні, нейропептиди вибірково зберігаються (поодиноко або найчастіше в комбінації) у великих гранулярних везикулах. Механізм їх вивільнення в синаптичну щілину відрізняється від класичного кальцій-залежного екзоцитозу. Таким чином вони здійснюють повільну синаптичну і/або несинаптичну комунікацію в нейронах. Наявність нейропептидів спостерігається скрізь в ЦНС і вони відповідають за функціональну взаємодію на обох пре- і постсинаптичному рівнях.
Більшість нейропептидів впливають на збудливість мембран. Також пептиди беруть участь у регуляції генної транскрипції, локальному кровообігу, сінаптогенезісі, побудові клітин глії. Що стосується ролі нейропептидів в міжклітинній комунікації, то вони приблизно в 50 разів більше «класичних» низькомолекулярних трансмітерів, і як наслідок, нейропептиди мають більше сайтів впізнавання для рецепторів, ніж нейромедіатори. Це відбивається в більш високій афінності та вибірковості зв'язування нейропептидів з молекулами у порівнянні з нейромедіаторами. Вони здатні досягти необхідного біологічного ефекту в значно меншій кількості.
Період напіврозпаду(напівжиття) нейропептидів у позаклітинному просторі досить довгий: наприклад, періоди напіврозпаду окситоцину і вазопресину в мозку приблизно 20 хвилин в порівнянні з 2 хвилинами у крові. Зв'язування і дифузія великих молекул нейропептидів з рецепторами відбувається повільніше, але цей зв'язок більш міцний. Цими рецепторами зазвичай є 7 трансмембранних G-пов'язаних білків (GPCRs-G-protein-coupled receptors). Нейропептиди активують GPCRs-рецептори за механізмом десенсибілізації.

## Біосинтез нейропептидів
Синтез нейропептидів це комплексний процес, відмінний від синтезу класичних нейромедіаторів. Попередники всіх біоактивних нейропептидів є великими, неактивними молекулами, які після синтезу в  ЕПР направляються в апарат Гольджі для упаковки і подальшого виведення екзоцитозом.
Білки-попередники зберігаються в секреторних гранулах разом з расщеплюючими ферментами — конвертазами, які розрізають їх на біоактивні пептиди. Тут відбуваються важливі посттрансляційні ферментативні модифікації кінцевих нейропептидів: глікозилювання, С-кінцеве амінювання, ацетилювання, фосфорилювання та ін. Молекули-попередники можуть містити декілька копій одного і того ж або різних пептидів. Інактивація нейропептидів в міжклітинному просторі відбувається за допомогою пептидаз.

## Експресія нейропептидів
У нейронах існує як мінімум три типи експресії нейропептидів:
1. Деякі пептиди присутні у великих кількостях при нормальних умовах, тобто вони є функціонально доступні в будь-який час.
2. Другий тип нейропептидів зазвичай присутній в низьких або невизначуваних кількостях, які підвищуються при певних обставинах, наприклад при ушкодженні нерва. (тобто для їх активації необхідні певні стимули).
3. Третій тип пептидів використовується в основному на ранніх стадіях розвитку, часто тільки пренатально, а потім після народження їх синтез пригнічується.

Один і той же пептид може належати кожній із трьох груп, що залежить від типу нейрона, в якому експресується даний нейропептид і як цей нейрон його «використовує». 
Ендогенний синтез нейропептиду у відповідь на будь-яку зміну внутрішнього середовища призводить до вивільнення ряду інших пептидів, для яких сам нейропептид є індуктором. Якщо їх спільна дія односпрямована, ефект буде підсумованим і тривалим. Таким чином, послідовність сукупності пептидів утворює так званий пептидний регуляторний контінуум, особливість якого полягає в тому, що кожен з регуляторних пептидів здатний індукувати або інгібувати вихід ряду інших пептидів. В результаті первинні ефекти того чи іншого пептиду можуть розвиватися в часі у вигляді ланцюгових і каскадних процесів.

## Розподіл і співіснування посередників
Нейропептиди присутні у всіх частинах нервової системи — нейронах головного мозку, спинного мозку, шлунково-кишковому тракті, у вегетативних та сенсорних гангліях. Крім того, вони майже завжди співіснують з одним або більше нейромедіатором. Винятком є нейрони, які містять безліч пептидів з окситоцином і вазопресином як основним посередником і для яких досі не визначений класичний нейромедіатор.
Т.ч. нейропептиди або доповнюють класичні нейротрансмітери, впливаючи на їх активність, або виконують зовсім інші функції в нервовій системі, наприклад надаючи трофічний вплив.
Завдяки тому, що нейропептиди і молекули нейротрансмітерів, як правило, упаковані в різних везикулах, вони легко можуть бути випущені коордіновано при різних концентраціях внутрішньоклітинного Ca2+. Одночасне існування комбінації нейропептидів та класичних нейротрансмітерів дозволяє здійснювати швидку (2-5 мс) і повільну (100–500 мс) синаптичну комунікацію. Крім того, було показано, що нейропептиди можуть бути вивільнені і впливати на великій відстані. Важливою властивістю нейропептидів є їх здатність проникати через гематоенцефалічний бар'єр.
Основне принципове розходження між нейропептидами і нейромедіаторами полягає в способі їх синтезу та інактивації після вивільнення. Класичні нейромедіатори синтезуються локально в нервових закінченнях і мають мембранний механізм зворотного транспорту. На відміну від них, нейропептиди синтезуються в тілі клітини de novo на рибосомах, а після виділення вони повинні пройти аксонний транспорт до нервових закінчень.
| Назва                     | Структура                 |
| ------------------------- | ------------------------- |
| Гормони гіпоталамуса      |                           |
| Окситоцин                 | 9 амінокислотних залишків |
| Вазопресин                | 9 АК залишків             |
| Тіреотропний гормон (ТТГ) | 3 АК залишків             |
| Соматостатин              | 14 АК залишків            |
| Кортіколіберін            | 41 АК залишків            |
| Тахікініни                |                           |
| Нейрокінін, речовина К    | 10 АК залишків            |
| Речовина P                | 11 АК залишків            |
| Мет-і лей-енкефаліни      | 5 АК залишків             |
| Інші нейропептиди         |                           |
| Натрійуретичний пептид    | 32 АК залишків            |
| Холецистокінін            | 8 АК залишків             |
| Галанін                   | 30 АК залишків            |
| Нейротензін               | 13 АК залишків            |

### Книги
- Basic Neurochemistry: Molecular, Cellular and Medical Aspects (8th ed.) / Edited by Scott T. Brady, George J. Siegel et al. — Academic Press, 2012. ISBN 978-0-12-374947-5
- Molecular biology of the cell (6th ed) / Alberts B. Johnson A. Lewis J. Morgan D. Raff M. C. Roberts K. Walter P. Wilson J. H. & Hunt T. Garland Science Taylor and Francis Group, 2015.
- From Molecules to Networks An Introduction to Cellular and Molecular Neuroscience. / John H. Byrne, Ruth Heidelberger and M. Neal. Academic Press, 2014. ISBN 978-0-12-397179-1
- Principles of neural science (6th ed.) / Kandel, E. R., Schwartz, J. H., & Jessell, T. M. McGraw-Hill, Health Professions Division, 2019.

### Журнали
- Journal of Neurochemistry
- Neurochemistry International
- Nature: Neuropsychopharmacology
- NeuroPharmacology
- Molecular Neurobiology
- Neuron
- Journal of Neuroscience
- Nature: Neuroscience
- Nature Reviews: Neuroscience
- Cell: Trends in Neurosciences